# TK-210
TK-210 var beteckningen på en strategisk sovjetisk ubåt inom Projekt 941 Akula. Båten var tänkt att bli den sjunde i klassen men efter kalla krigets slut och Sovjetunions upplösning kasserades alla planer på ytterligare enheter och arbetet på den nya ubåten stoppades.